# Світова серія 2022
Світова серія 2022 — чемпіонська серія Головної бейсбольної ліги (МЛБ) 2022 року. 118-ий розіграш світової серії являв собою серію ігор до чотирьох перемог поміж чемпіонами Американської ліги (АЛ) «Г'юстон Астрос» та чемпіонами Національної ліги (НЛ) «Філадельфія Філліз». Астрос перемогли Філліз у шести іграх, вигравши свій другий титул чемпіонів МЛБ.